# معهد ضباط الصف المعلمين (مصر)
معهد ضباط الصف المعلمين (يطلق عليه أحيانا "معهد ضباط الصف") هو معهد متخصص يقدم للقوات المسلحة المصرية ضباط صف معلمين وفنيين متخصصين.

## بداية المعهد
أنشأ المعهد في نوفمبر 1954 بأسيوط ثم نقل إلى الإسماعيلية وافتتحه في ديسمبر 2013 المشير عبد الفتاح السيسي بعد تطويره وإعادة إنشاؤه على مساحة 600 فدان ليسع 8000 طالب لمسايرة التقدم العلمي والتكنولوجي داخل المنشآت والمعاهد التعليمية بالقوات المسلحة.

## شعار معهد ضباط الصف المعلمين
ايمان - عزم - فداء.

## امكانيات المعهد
تضمنت أعمال التطوير إقامة العديد من المنشآت التعليمية والإدارية والرياضية والترفيهية، شملت الأجنحة التعليمية والقاعات الدراسية المجهزة بأحدث التطبيقات التكنولوجية ونظم المعلومات والمقلدات والوسائل التعليمية، وإنشاء معملاً متكاملاً للغات والحواسب الآلية، ومكتبة علمية وثقافية تضم كافة فروع العلم والمعرفة.
كما تم إنشاء مجمعاً لميادين التدريب التخصصية، وتطوير صالات الإعداد البدنى وإنشاء 2 نادى رياضى متكامل يضم ستاد رياضي وحمام سباحة أوليمبى مجهز بكافة التجهيزات، إضافة إلى 10 ملاعب للكرة الخماسية وكرة السلة والكرة الطائرة والتنس ملحق بهما 2حمام سباحة تدريبى و2 مبنى ترفيهي واجتماعي للطلبة.
وامتدت أعمال التطوير لتشمل التأمين الإدارى والطبى داخل المعهد من خلال إنشاء مستشفى متكامل للطلبة وتطوير المبيتات وأماكن الإيواء والمسجد، بالإضافة إلى الميسات وقاعات الطعام وتزويدها بكافة التجهيزات الإدارية لتقديم أرقى مستويات الرعاية للطلبة طوال مدة دراستهم بالمعهد.

## اختصاصات المعهد
يختص المعهد بنظمه وبرامجه لتخريج ضباط الصف الذين تفتقر إليهم القوات المسلحة، ويتخرج من المعهد الآلاف من ضباط الصف الذين يوزعون على كثير من التخصصات المختلفة. ويمثل معهد ضباط الصف للقوات المسلحة الآن ضلعاَ رئيسياَ في منظومة التأمين الفني والعملي للقوات المسلحة وذلك لاعتمادها على خريجى المعهد في المحافظة على الكفاءة الفنية لأسلحتها ومعداتها حتى تبقى القوات المسلحة الدرع الواقي لأمن وسلامة الوطن.

## مديري المعهد
- لواء أركان حرب / أيمن الجندي.[2]
- لواء أركان حرب / إيهاب عبد الحميد مصطفى.[3]
- لواء أركان حرب / عبد المعطي علام.[4]
- لواء أركان حرب / هيثم السيد البدرشيني.[5]
- لواء أركان حرب / محمد عبد الحي محمود.[6]
- لواء أركان حرب / أحمد عبد الهادي صادق.[7]
- لواء أركان حرب / محمد بدر الدين عميره.[8]